# Scooter Gennett
Ryan Joseph Gennett, detto Scooter (Cincinnati, 1º maggio 1990), è un giocatore di baseball statunitense di ruolo seconda base, free agent dal 27 agosto 2019.

## Carriera

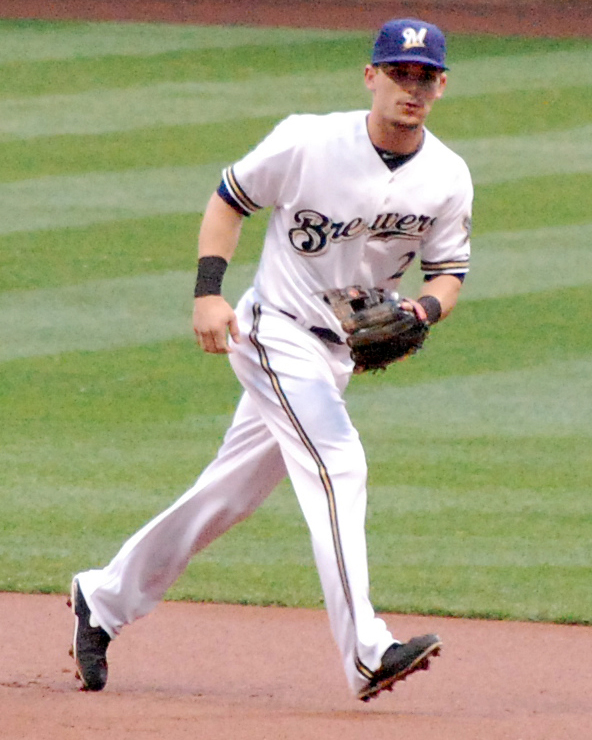
Gennett con i Brewers nel 2013

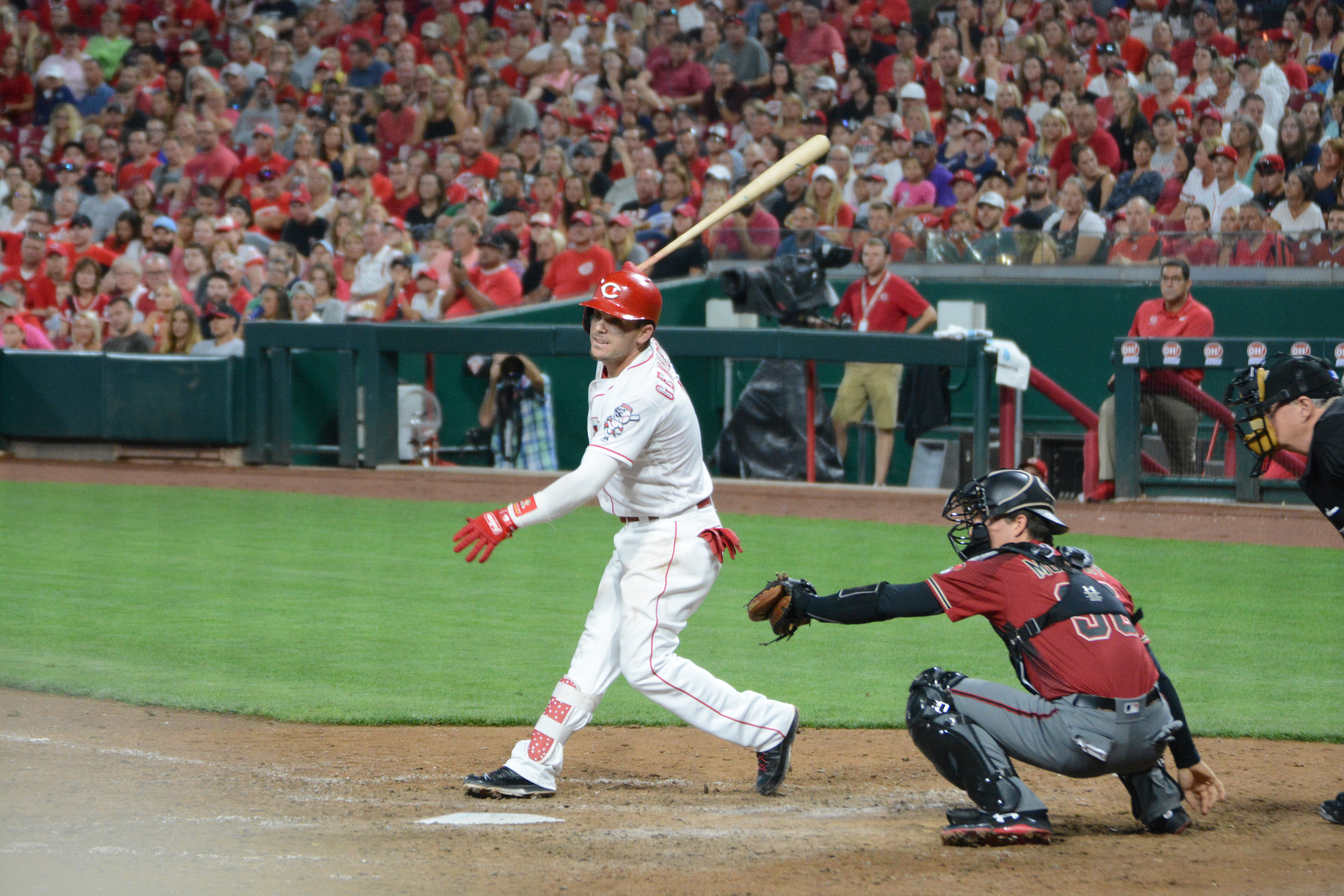
Gennett in battuta con i Reds nel 2018

Gennett si diplomò alla Sarasota High School di Sarasota, Florida, prima di venire selezionato, nel sedicesimo turno del draft MLB 2009 dai Milwaukee Brewers. Iniziò a giocare nel 2010 nella classe A, l'anno seguente venne schierato nella classe A-avanzata e nel 2012 disputò le partite nella Doppia-A. Iniziò la stagione 2013 nella Tripla-A.
Debuttò nella MLB il 3 giugno 2013, al Miller Park di Milwaukee contro gli Oakland Athletics. Batté la sua prima valida il 5 giugno contro gli Athletics, e il primo fuoricampo il 14 giugno in una partita contro i Reds, nella sua città natale. Concluse la stagione con 69 presenze nella MLB e 79 nella Tripla-A.
Il 28 marzo 2017, i Cincinnati Reds reclutarono Gennett dalla lista degli svincolati. Il 6 giugno pareggiò il record della Major League in fuoricampo battuti in una sola partita, battendone quattro (incluso un grande slam) contro i St. Louis Cardinals. In quella partita ebbe un primato personale di 10 punti battuti a casa (RBI).
Nel 2018 Gennett venne convocato per la prima volta per l'All-Star Game mentre stava battendo con una media di .326, con 14 fuoricampo e 58 RBI. La sua annata si chiuse con 23 home run, 92 RBI, e una media battuta di .310 che fu la seconda migliore della National League.
Il 31 luglio 2019, Gennett venne scambiato con i San Francisco Giants per un giocatore da nominare in seguito. Il 27 agosto venne svincolato dalla squadra.

## Palmarès
- MLB All-Star: 1

2018
- Giocatore del mese della National League: 1

maggio 2018
- Giocatore della settimana della NL: 3

(11 giugno 2017, 13 maggio 2018, 27 maggio 2018)